# Польська Екстраліга з хокею 2013—2014
Чемпіонат Польщі з хокею 2014 — 79-ий чемпіонат Польщі з хокею, чемпіоном став клуб КХ Сянок.

## Регулярний сезон
| М  | Команда              | І  | В  | ВО | ВБ | ПО | ПБ | П  | Ш       | О   |
| -- | -------------------- | -- | -- | -- | -- | -- | -- | -- | ------- | --- |
| 1. | ГКС (Тихи)           | 48 | 39 | 2  | 0  | 0  | 0  | 7  | 249:101 | 121 |
| 2. | КХ Сянок             | 48 | 39 | 1  | 2  | 0  | 2  | 11 | 241:122 | 104 |
| 3. | ГКС (Ястшембе)       | 48 | 27 | 1  | 2  | 3  | 1  | 14 | 211:118 | 91  |
| 4. | Краковія (Краків)    | 48 | 28 | 2  | 0  | 1  | 2  | 15 | 210:148 | 91  |
| 5. | Унія (Освенцім)      | 48 | 22 | 3  | 3  | 0  | 0  | 20 | 156:136 | 78  |
| 6. | КТХ Криниця          | 48 | 15 | 1  | 1  | 1  | 0  | 30 | 140:252 | 50  |
| 7. | ГКС (Катовиці)       | 48 | 14 | 0  | 0  | 2  | 1  | 31 | 147:263 | 45  |
| 8. | Полонія (Битом)      | 48 | 10 | 0  | 1  | 2  | 2  | 33 | 134:221 | 36  |
| 9. | Подгале (Новий Торг) | 48 | 9  | 0  | 1  | 1  | 2  | 35 | 131:258 | 32  |

Скорочення: М = підсумкове місце, І = ігри, В = перемоги, ВО = перемога в овертаймі, ВБ = перемога по булітах, ПО = поразки в овертаймі, ПБ = поразки по булітах, П = поразки, Ш = закинуті та пропущені шайби, О = набрані очки

## Плей-оф

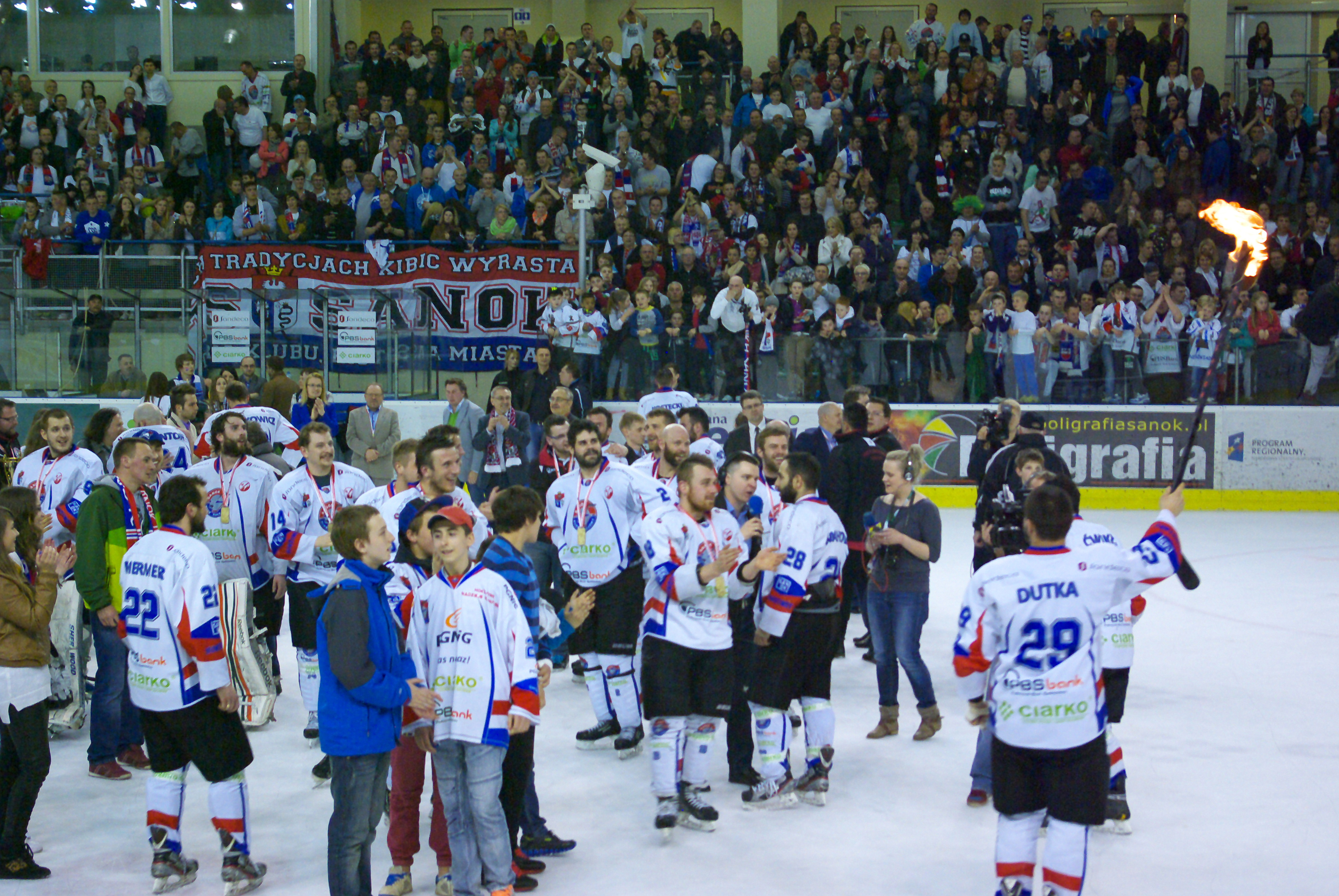
Тріумфатори сезону КХ Сянок

### Чвертьфінали
- КХ Сянок — ГКС Катовиці 3:0 (11:0, 13:2, 6:0)
- Краковія Краків — Унія (Освенцім) 2:3 (2:3, 2:3, 4:1, 2:1, 0:3)
- ГКС (Ястшембе) — КТХ Криниця 3:0 (6:1, 9:0, 9:1)
- ГКС Тихи — Полонія Битом 3:0 (4:2, 5:2, 3:1)

### Півфінали
- ГКС Тихи — Унія (Освенцім) 4:2 (1:3, 6:1, 4:3, 2:4, 3:0, 1:0)
- КХ Сянок — ГКС (Ястшембе) 4:1 (5:2, 3:2, 3:4, 3:2, 4:0)

### Серія матчів за 3 місце
- ГКС (Ястшембе) — Унія (Освенцім) 3:0 (6:3, 3:0, 7:1)

### Фінал
- КХ Сянок — ГКС Тихи 4:2 (0:2, 2:1, 1:4, 7:1, 4:3, 2:0)

## І Ліга

### Півфінали І ліги
- «Напшуд Янув» (Катовиці) — «Легія» (Варшава) 2:1 (8:1, 3:5, 4:1)
- «Неста» (Торунь) — «Орлік» (Ополе) 1:2 (3:4, 2:3, 2:3)

### Фінал І ліги
- «Напшуд Янув» (Катовиці) — «Орлік» (Ополе) 3:2 (3:4, 4:1, 4:6, 6:4, 3:1)